# Paula Kalenberg
Paula Kalenberg (ur. 9 listopada 1986 w Dinslaken) – niemiecka aktorka.

## Wybrana filmografia
- 2005: Das Geheimnis des roten Hauses
- 2006: Die Wolke
- 2008: Uczeń czarnoksiężnika
- 2008: Im Winter ein Jahr
- 2008: Vom Atmen unter Wasser
- 2009: Schläft ein Lied in allen Dingen
- 2010: Jud Süss - Film ohne Gewissen
- 2011: Adams Ende
- 2013: Kokowääk 2
- 2015: Der Fall Barschel
- 2016: Eine Sommerliebe zu Dritt

## Nagrody
- 2006: New Faces Award
- 2009: Golden Camera Award
- 2011: Askania Award